# ダバック県
ダバック県（ダバックけん、ベトナム語：Huyện Đà Bắc / 縣陀北?）は、ベトナム社会主義共和国ホアビン省の県。面積は779.04 km²、人口は60,970人（2019年）である。

## 行政区画
以下の1市鎮16社から構成される。